# Josef Pojar
Josef Pojar (28. července 1914 Vídeň – 3. srpna 1992 Vídeň) byl český římskokatolický kněz, československý voják a příslušník výsadku Gummit.

## Mládí
Narodil se 28. července 1914 ve Vídni. Otec Tomáš byl krejčí, matka Josefa, rozená Janovská byla služka. Měl čtyři sourozence.Obecnou a měšťanskou školu absolvoval ve Vídni. Zde také vystudoval Katolické klášterní gymnázium, které v roce 1934 ukončil maturitou. V Brně poté vystudoval katolickou teologickou fakultu a v roce 1938 byl vysvěcen na kněze. Po návratu do Vídně začal vyučovat náboženství a pracovat v náboženské kongregaci.

## Válka
Dne 16. července 1940 byl na vlastní žádost a pro svůj český původ propuštěn z německé armády a nasazen na práci ve Vídni. Od jara 1942 začal ve Vídni znovu působit jako kněz. Zároveň také působil ve Vídni v odboji v řadách vídeňských Čechů. Spoluzakládal Revoluční výbor vídeňských Čechů a kontakty na odboj hledal i na Moravě.
V březnu 1944 opustil Vídeň a s pomocí jugoslávských partyzánů se ve Slovinsku dostal k SOE, která ho letecky přemístila do italského Bari. Zde byl prezentován do československé zahraniční armády a byl mu nabídnut výcvik pro plnění zvláštních úkolů. Od 15. května do 5. července 1944 absolvoval parakurz a speciální zpravodajský výcvik. Poté byl jmenován podporučíkem duchovní služby.

## Nasazení
Dne 23. července 1944 byl (s propůjčenou hodností štábního kapitána) vysazen v Jugoslávii u obce Senič. S pomocí jugoslávských partyzánů se dostal zpět do Vídně. Zapojil se do odbojové činnosti, ale již 21. prosince 1944 byl zatčen gestapem. 7. dubna 1945 byl ve Vídni osobozen sovětskou armádou a okamžitě se zapojil do bojů na území Vídně.

## Po válce
Z pozice předsedy Československého ústředního výboru ve Vídni se podílel na repatriaci vídeňských Čechů do vlasti. 31. srpna 1945 podepsal závazek ke službě v československé armádě. V hodnosti poručíka duchovní služby byl zařazen k repatriační komisi na MNO. 1. července 1946 byl povýšen na nadporučíka a 1. prosince 1946 na kapitána duchovní služby. Jako duchovní správce sloužil nejprve na velitelství 6. divize, poté na velitelství 11. divize v Plzni a opět u 6. pěší divize.
4. dubna 1948 byl zatčen StB a vyšším vojenským soudem odsouzen za vojenskou zradu, úklady proti státu a nedokonanou účasti na zběhnutí jiné osoby k trestu smrti. Absolutní trest mu byl po odvolání zmírněn na 25 let těžkého žaláře. 26. července 1956 byl výkon jeho trestu přerušen a v novém soudním řízení byl odsouzen k délce trestu již vykonaného (8 let).
Po propuštění pracoval v dělnických povoláních. V roce 1968 ilegálně odešel do Rakouska. Tam až do své smrti 3. srpna 1992 působil v duchovní službě. 16. října 1990 byl povýšen do hodnosti podplukovníka ve výslužbě.

## Vyznamenání
- Československý válečný kříž 1939 – 30. srpna 1945[1]
- Československá medaile Za zásluhy I. stupně – 27. září 1946[1]
- Československá medaile Za chrabrost před nepřítelem[1]
- Italská hvězda – Spojené království, 1946[1]
- Hvězda 1939–1945 – Spojené království[1]